# Marcelo Stocco
Marcelo Stocco (8 de febrero de 1962, Capital Federal, Buenos Aires, Argentina) es un exfutbolista argentino que desempeñaba como delantero.

## Trayectoria
Realizó las inferiores en Boca Juniors, en donde debutó en primera división (llegó a meter el gol de la victoria del conjunto de la ribera en los últimos minutos del Superclásico del Metropolitano de 1983)  y jugó en clubes de la Argentina y del exterior.

## Clubes
| Club            | País      | Año                 |
| --------------- | --------- | ------------------- |
| Boca Juniors    | Argentina | 1983–1984 1986-1987 |
| Unión (Sta. Fe) | Argentina | 1985 - 1986         |
| Deportivo Quito | Ecuador   | 1987                |
| Talleres (RdE)  | Argentina | 1988 - 1989         |